# Ordine della Repubblica (Tunisia)
L'Ordine della Repubblica di Tunisia è un'onorificenza concessa dal governo della Tunisia.

## Storia
L'Ordine venne fondato il 16 marzo 1959 per commemorare la stesura della prima costituzione tunisina, uno dei processi che proprio in quegli anni portarono ad una progressiva indipendenza dello stato dal dominio coloniale francese. L'onorificenza venne destinata a quanti si fossero distinti a favore della repubblica di Tunisia.

## Insegne
La medaglia consiste in un medaglione centrale dal quale spuntano cinque punte a forma di spada verdi bordate d'oro. Tra le braccia si trovano delle decorazioni a lance appuntite a rombo in numero di 3 per incavo di braccio. Il medaglione centrale è su sfondo verde e riporta in centro lo stemma della Tunisia. La placca riprende le forme della medaglia. Il nastro è bianco con una striscia verde per parte avente al suo interno due piccole strisce rosse.